# Wurzelpeter

Logo 2004 bis 2014

WurzelPeter ist ein Kräuterlikör der Berliner BärenSiegel GmbH. Er wurde vom Berliner Kaufmann Paul Pöschke 1935 entwickelt. Die Spirituose enthält unter anderem Wurzeln, Rinde, Kräuter und Gewürze. Im Jahr 2009 wurden 1,3 Millionen Liter produziert.

## Geschichte

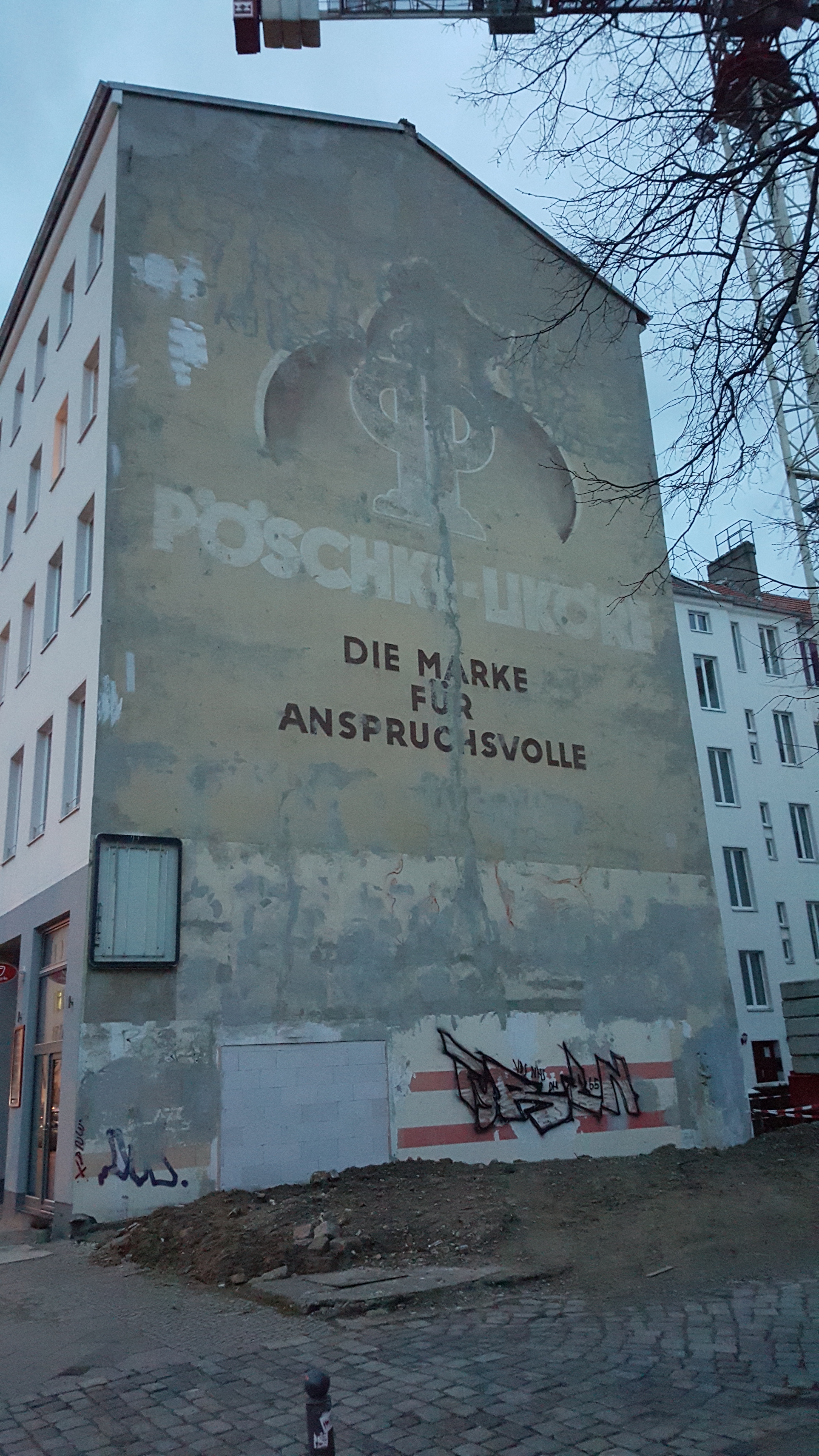
Außenwerbung für Pöschke-Liköre am Firmensitz in Berlin-Mitte, etwa 1949/50 bis 2016

Am 1. Juli 1935 gründeten Paul Pöschke und Walter Heyer die Gesellschaft Heyer & Pöschke Spirituosen- und Wein-Großhandlung in Berlin-Mitte, an der Chausseestraße Nummer 42. Paul Pöschke war auch zugleich Radsportanhänger und unterstützte entsprechende Veranstaltungen.
1949 trat Heyer aus der Gesellschaft aus. Der in Berlin-Mitte angesiedelte Betrieb wurde nun von Max Finke gepachtet und weiter betrieben.
Ab 1960 wurde die Wurzelpeter-Produktion zum damaligen VEB Bärensiegel Berlin in Berlin-Adlershof, Glienicker Weg verlagert. Dieser Betrieb hatte seinen Verwaltungssitz in Berlin-Lichtenberg, auf dem Gelände Josef-Orlopp-Straße, wo auch eine Produktionsfiliale bestand. Dort wurden bereits vor 1940 Spirituosen erzeugt (Spritrektifikation, Rittergutstraße 82).
In der DDR gehörte Wurzelpeter zur Bückware, die örtlich knapp oder nur durch Tausch erhältlich war. Wurzelpeter galt als ostdeutsches Pendant zum Jägermeister und als Kultgetränk. Die Beschaffung von Rohstoffen wie Alkohol, Kräuter- und Gewürzextrakten oder Verbrauchsmaterialien wie Flaschen, Etiketten und Kartonagen zählten zu den Hauptproblemen, mit denen das Unternehmen zu kämpfen hatte.

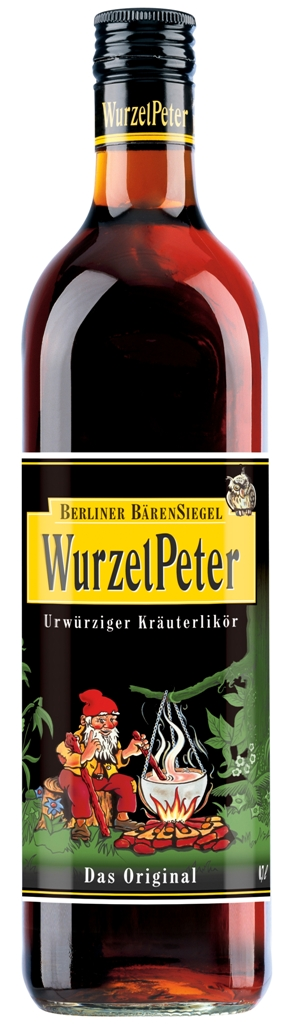
0,7-Liter-Flasche (Design 2004 bis 2014)

Nach der Wende stand das Produkt zusammen mit dem Betrieb kurz vor dem Aus. Doch im Jahr 1990 übernahm das Weinunternehmen Franz Wilhelm Langguth Erben die Firma Berliner Bärensiegel und führte sie unter ihrem leicht abgewandelten bekannten Namen (BärenSiegel) als Tochterunternehmen weiter. Der Produktionsstandort wurde in neue Hallen auf dem ehemaligen Bärensiegel-Standort in der Josef-Orlopp-Straße verlegt, die Schreibweise des Kräuterlikörs in WurzelPeter leicht verändert. Auch andere traditionelle Liköre von Bärensiegel wie Thienelt Echte Kroatzbeere gehörten zum Firmensortiment.  In Folge der Auflösung der Firma Berliner Bären Siegel, wird der Kräuterlikör trotz seines leicht geänderten Markennamens WurzelPeter Berlin nicht mehr in Berlin, sondern in Thüringen, und zwar von der Nordbrand Nordhausen GmbH, produziert.
Alkohol- und Zuckergehalt von WurzelPeter wurden an den veränderten Geschmack der Verbraucher angepasst. Zu DDR-Zeiten enthielt der Likör 40 Prozent Alkohol, seit der Privatisierung sind es 30 Prozent; der Anteil an Kräuter- und Gewürzextrakten wurde erhöht. Das Design wurde modernisiert, unter anderem erhielten die Flaschen ein fluoreszierendes Etikett. Im Jahr 2012 konnten erste Kräuterliköre nach Asien exportiert werden, zunächst nach Korea, im Folgejahr auch nach China und Taiwan. Heutzutage gilt WurzelPeter als Traditionsschnaps, er erreichte innerhalb eines Jahres einen Umsatzzuwachs von 30 Prozent in Deutschland. Der Kräuterlikör wurde lange Zeit mit dem Spruch „Früher oder später trinkt ein jeder Wurzelpeter“ beworben. Der Spruch war insofern hintersinnig, dass er auch im Sinne von Machen Sie sich nicht so viele Gedanken, früher oder später liegen Sie sowieso in der Grube verstanden werden konnte.

## Abfüllungen
Wurzelpeter gibt es in verschiedenen Abfüllmengen: in Miniaturen mit 0,02 l und Miniflaschen mit 0,1 l Inhalt, als Flachmann mit 0,2 l, mit 0,5 l oder als Standardflasche mit 0,7 l. Außerdem wurde 2004 die Geschmacksrichtung Bitter Orange neu auf den Markt gebracht.

## Auszeichnungen
Wurzelpeter Original erhielt im Jahr 2005 beim 2. Internationalen Spirituosen-Wettbewerb eine Silbermedaille, die neue Geschmacksrichtung Bitter Orange setzte die Jury auf den Gold-Platz (eine von 52 vergebenen Goldmedaillen). An diesem Wettbewerb beteiligten sich mehr als 100 Unternehmen aus 31 Ländern mit insgesamt 427 Spirituosen. Die Sieger wurden durch eine Blindverkostung ermittelt.
Wurzelpeter 30% vol. DLG Goldener Preis: 2010, 2011, 2012, 2013, 2014, 2015, 2016. Wurzelpeter 35% vol (Variante EU). DLG Goldener Preis: 2015, 2016; ISW: Silber 2014. Wurzelpeter 35% vol (Variante USA). Taste Award Brüssel: 2 Goldene Sterne 2015. Wurzelpeter 40%vol. DLG: Goldener Preis 2017; ISW: Gold 2017, sowie Kräuterlikör des Jahres 2017 National

## Sonstiges
Wurzelpeter ist eine der Karten im Kartenspiel um Ostprodukte Kost the Ost, das 1996 vom Eulenspiegel-Verlag aufgelegt wurde.